# Operação Pixuleco II
Operação Pixuleco II é um desdobramento da Operação Pixuleco, bem como a 18.ª das fases da Operação Lava Jato. Deflagrada em 13 de agosto de 2015, contou com a participação de 70 policiais federais cumprindo mandados de busca e apreensão e de prisão temporária.
O ex-vereador do PT de Americana, município do interior de São Paulo, Alexandre Correa de Oliveira Romano, foi preso no aeroporto de Congonhas, suspeito de operar no esquema de corrupção, com a empresa Consist. Romano foi levado para a Superintendência da PF, em Curitiba.

## Ministério do Planejamento
A nova fase visa investigar possíveis crimes, atos de corrupção e lavagem de dinheiro envolvendo contratados do Ministério do Planejamento. Os investigadores descobriram que o esquema operou até julho de 2015, com repasse de dinheiro para empresas indicadas por intermediários ligados ao PT. Os pagamentos ocorriam por meio de empresas de fachada, segundo a Polícia Federal.

## Mandados
A ação ocorre em quatro cidades: Brasília, Porto Alegre, São Paulo e Curitiba. Foram 11 mandados judiciais, sendo um pedido de prisão temporária e 10 de busca e apreensão. A PF também realizou buscas na JD2 Consultoria, de Dércio Guedes de Souza e Márcia Nélia de Paiva Garcia e Souza.

## O esquema
O que foi investigado até agora é que o repasse pelas empresas do Grupo CONSIST, cerca de R$ 50 milhões de reais, foi realizado sob a falsa justificativa da prestação de serviços. Mais de 20% deste valor foi repassado, entre os anos de 2011 e 2014, à empresa de Jamp, do operador Milton Pascowitch, e posteriormente destinados a João Vaccari Neto, que então ocupava o cargo de tesoureiro do Partido dos Trabalhadores.